# مارگریت چپمن
مارگریت چپمن (انگلیسی: Marguerite Chapman؛ ‏ ۹ مارس ۱۹۱۸ – ۳۱ اوت ۱۹۹۹) بازیگر اهل آمریکا بود.
از فیلم‌هایی که وی در آن‌ها نقش داشته است، می‌توان به یک دختر، یک مرد و یک ملوان و سگ‌های شکاری برادوی اشاره نمود.